# Pfarrkirche Alt-Christburg

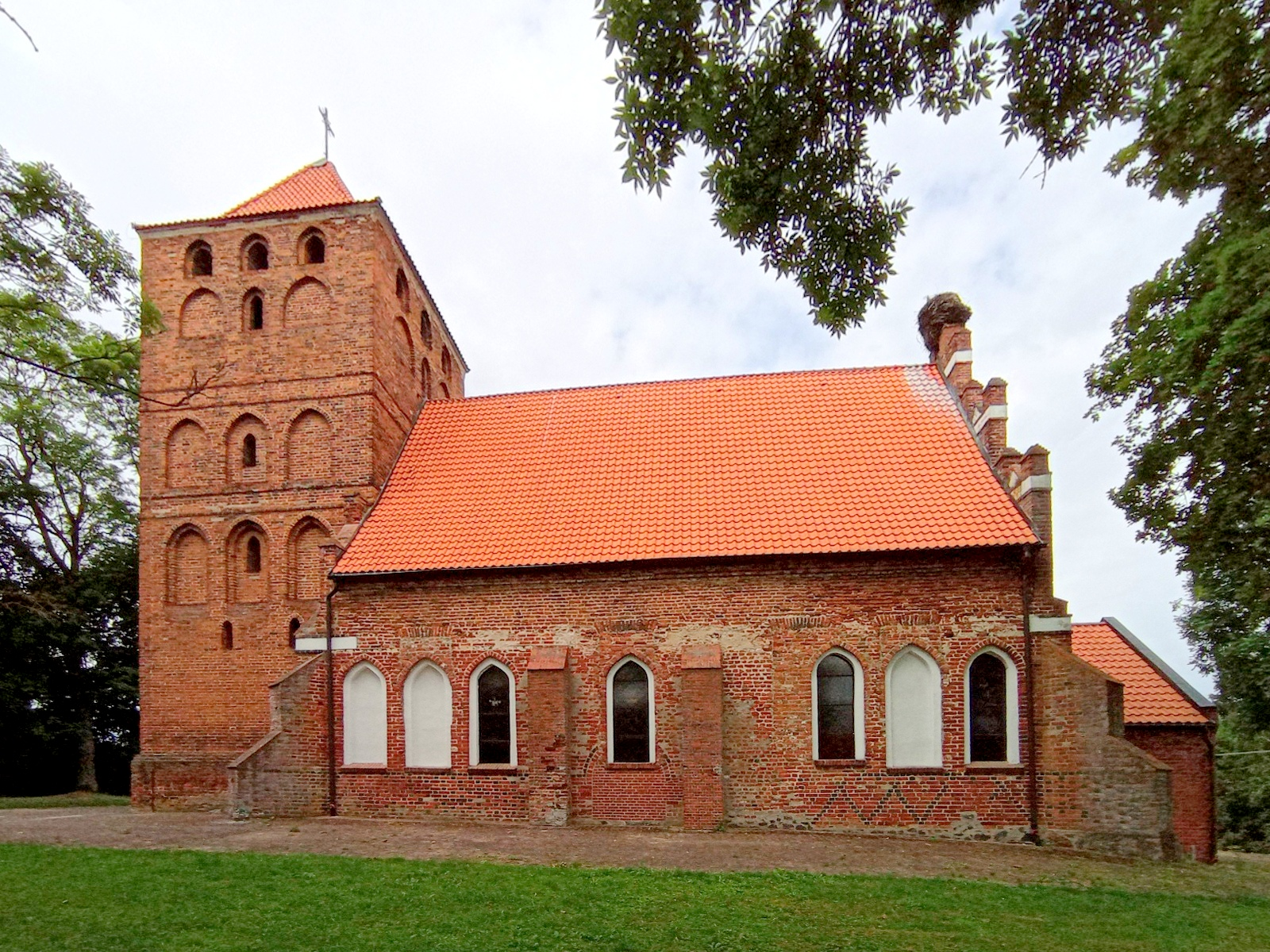
Pfarrkirche Alt-Christburg

Die römisch-katholische Pfarrkirche in Stary Dzierzgoń (Alt-Christburg), heute Kirche Christi Himmelfahrt (polnisch kościół pw. Wniebowstąpienia Pańskiego) im heutigen Polen stammt aus der Zeit des Deutschen Ordens.

## Geschichte
Nach den Bestimmungen des Christburger Friedens war von den Pomesaniern eine Kirche „circa antiquum Christborc“ zu errichten. Im Jahr 1312 wurde eine Handfeste verliehen und die Kirche mit fünf Hufen dotiert. Um die zweite Hälfte des 14. Jahrhunderts wurde wohl das Langhaus erbaut, der Turm und Teile des Westgiebels im 15. Jahrhundert. Die Glocke trägt die Jahreszahl 1517.
Nachträglich, möglicherweise im 18. Jahrhundert, wurde das Langhaus erhöht. Im Jahr 1936 wurde östlich eine Sakristei angebaut, die Vorhalle ist ebenfalls modern. Heute ist die Kirche Pfarrkirche der Parafia Wniebowstąpienia Pańskiego.

## Bauwerk
Der Bau ist ein ungewölbter Saalbau mit schräg stehenden Strebepfeilern an den Kanten. Der Turm steht im Westen. Im niedrigen Sockelbereich wurde Feldstein verwendet, das aufgehende Mauerwerk ist Backstein im gotischen Verband. Auf der Ostfassade wechseln spitzbogigen Blenden und Fenster. Die Nordwand ist fensterlos und stattdessen mit Blenden gegliedert. In der Mitte der Nord- und der Südseite befindet sich je ein spitzbogiges, im Norden auch gestuftes Portal.
Das hohe Erdgeschoss des Turms hat ein gestuftes Spitzbogenportal, im oberen Abschnitt je drei Spitzbogenblenden an jeder frei stehenden Seite. Auch das niedrigere erste Obergeschoss des Turms weist je drei Blenden auf, während das zweite Obergeschoss je zwei Reihen mit drei Spitzbogenblenden und Schallöffnungen hat. Die Geschosse sind durch breite, eingefasste Putzbänder getrennt. Eine große Arkade öffnet die Turmhalle zum Kirchenschiff.
Der Ostgiebel ist ein fünfachsiger Staffelgiebel mit durchlaufenden Spitzbogenblenden. Der obere Stufenabschluss erfolgt durch ein eingefasstes Putzband. Jede Stufe des Giebels wird von einer kurzen Fiale und einem Wimperg bekrönt.